# Spas iz katakombe
Spas iz katakombe je epizoda serijala Mali rendžer (Kit Teler) obјavljena u Lunov magnus stripu #207. Epizoda je premijerno u bivšoj Jugoslaviji objavljena u julu 1976. godine. Koštala je 8 dinara (0,44 $; 1,1 DEM). Imala je 83 strane. Izdavač јe bio Dnevnik iz Novog Sada. Naslovna stranica je reprodukcija Donatelijeve naslovnice epizodu #86 La legion dei danatti. Prvi deo ove epizode objavljen je u LMS206 Okrutna Penelopa.

## Originalna epizoda
Prvi deo epizode je premijerno objavljen u Italiji u svesci #85 pod nazivom Storia di un ribelle, koja je izašla u decembru 1970, a ostatak epizode u #86 pod nazivom La legione dei dannati, koja je objavljena u januaru 1971. godine. Obe sveske koštale su po 200 lira (0,32 $; 1,27 DEM). Epizodu je nacrtao Francesko Gamba, a scenario napisao Andrea Lavezzolo. Originalne naslovnice nacrtao je Franko Donatelli, crtač Zagora.

## Kratak sadržaj
Kit i Frenki nastavljaju da razmišljaju o tome šta im se desilo u kući Penelope Krejt, povezujući detalje koje im je ispričala komandantova sestra Katarina Stiknes. Oni ne mogu znati da je Penelopa, kada je saznala da je njen muž, južnjački vojskovođa, ubijen, odlučila da pooštri tretman svojih preostalih robova unajmljujući jednog od njih po imenu Tom da ih još više muči. Tom je mučio svoje sunarodnike, te su oni ao osvetu odlučili da ga otruju. Međutim, Tom je uspoe da preživi pomoću magije Dumbalah Ouedu, kojom je sve robove naterao da se povuku u katakombe ispod Peneopine kuće. Tamo su nastavili da žive iscrpljeni i polumrtvi, poveremeno pokušavajući da pobegnu u čemu bi ih sprećavao Tom.
Ranom zorom, Kit i Frenki se vraćaju u kuću Penelope Krejt. Pronalaze tajni prolaz koji ih vodi u katakombe ispod kuće i imanja. Kit se gubi u katakombama, ali tamo sreće iscrpljene robove kojima jedva uspeva da umakne. Kit uspeva da izađe iz katakombi. U tom trenutku Tom sa trema kuće počinje da puca na njih, te njih dvojica odlučuju da se vrate u kuću Katarine Stiknes. Katrine im sledećeg jutra pokazuje biblioteku sa knjigama o običajima američkih crnaca. Čitajući jednu od knjiga, Kit saznaje da su američki robovlasnici izbegavali da robovima daju so. Te noći Tom daje naređenje trojici robova iz katakombi da ubiju Kita i Frenkija. Kit i Frenki, međutim, iste noći kreću nazad ka kući Penelope Krejt i u obližnji bunar koji vodi do katakombi sipaju džak soli. Kada su zatočeni robovi saznali da u bunarskoj vodi ima soli, počeli su da je piju i dobili su snagu koja im je pomogla da pobegnu iz katakombi i golim stopalima izgaze polja pamuka. Penelopa je dočekala smrt u kući koju je pogodio grom nakon čega je izgorela. Robove iz katakombi više niko nakon toga nije video.

## Reprize
U Italiji je ova epizoda reprizirana u  #43 edicije Edizioni If, koja je izašla 14.12.2015. Koštala je €8. U Hrvatskoj je ova sveska objavljena 18.5.2021. pod nazivom Priča pobunjenika. Cena je bila 39,9 kuna (€5,25), a u Srbiji se prodavala za 450 dinara (3,8 €).

## Vreme dešavanja
Radnja epizode dešava se deset godina posle američkog građanskog rata, što znači 1876. godine. (Ista godina radnje pominje se u epizodi Danhevnovi naslednici, kada je Kit imao 15 godina.)

## Prethodna i naredna sveska Malog rendžera u LMS
Prethodna epizoda Malog rendžera nosila je naziv Okrutna Penelopa (LMS206), a naredna Uzbuna u Katridžu (LMS210).

## Galerija
- Naslovna strana #43 Priča pobunjenika u kome je reprizirana ova epizoda. Ludens, 2021.
- Originalna naslovna strana #85 Storia di un ribelle. Autor Franko Donateli 1970.